# لاگاولین
لاگاولین (به انگلیسی: Lagavulin) یک روستا در بریتانیا است که در آرگایل و بوت واقع شده‌است.
شهرت این روستا به‌خاطر کارخانه تقطیر لاگاولین و تولید ویسکی اسکاچ تک مالت است.